# Dihammatus holzschuhi
Dihammatus holzschuhi là một loài bọ cánh cứng trong họ Lycidae. Loài này được Bocáková miêu tả khoa học năm 2003.